# Niepotrzebny człowiek
Niepotrzebny człowiek (tur. Lüzumsuz Adam) – opowiadanie tureckiego pisarza Saita Faika Abasıyanıka, opublikowane w 1947 roku na łamach czasopisma literackiego Varlık. Utwór ten znalazł się następnie w wydanym w 1948 r. tomie opowiadań pod tym samym tytułem (Lüzumsuz Adam). 

## Treść
Narratorem opowiadania jest Mansur, człowiek pozostający bez pracy i spędzający dni na wędrówkach po mieście, spotkaniach z ludźmi i czytaniu francuskich czasopism. Całym jego światem jest stambulska dzielnica, w której mieszka i której nie opuścił od siedmiu lat. W kolejnych akapitach Mansur opisuje osoby, z którymi się spotyka na co dzień i które mieszkają po sąsiedzku w jego dzielnicy: stolarze prowadzący własny zakład, właścicielka kawiarni, pół Żydówka, pół Francuzka, Bajram, sprzedawca flaczków, Żyd Salomon sprzedający pomarańcze, bezimienny mężczyzna, będący stałym bywalcem kasyna oraz jeden z członków orkiestry grającej w winiarni. 
Opowiadanie pozbawione jest właściwej akcji, składa się z portretów mieszkańców dzielnicy Stambułu. Stanowi jednocześnie wewnętrzny portret Mansura, który w świecie w jakim życie czuje się niepotrzebny, ale który próbuje zachować pogodę ducha mimo trosk, biedy i samotności. Utwór reprezentuje charakterystyczne elementy twórczość pisarza: przedstawia galerię postaci z niższych warstw mieszkańców Stambułu a jednocześnie wyraża niemożność odnalezienia wśród nich miejsca dla takich jak on, człowiek pióra.
Opowiadanie to przełożyła na język polski Lucyna Antonowicz-Bauer. Zostało ono opublikowane w tomie opowiadań Abasıyanıka pt. Tureckie opowieści morskie, Wilno 2004.